# Henri II de Fenétrange

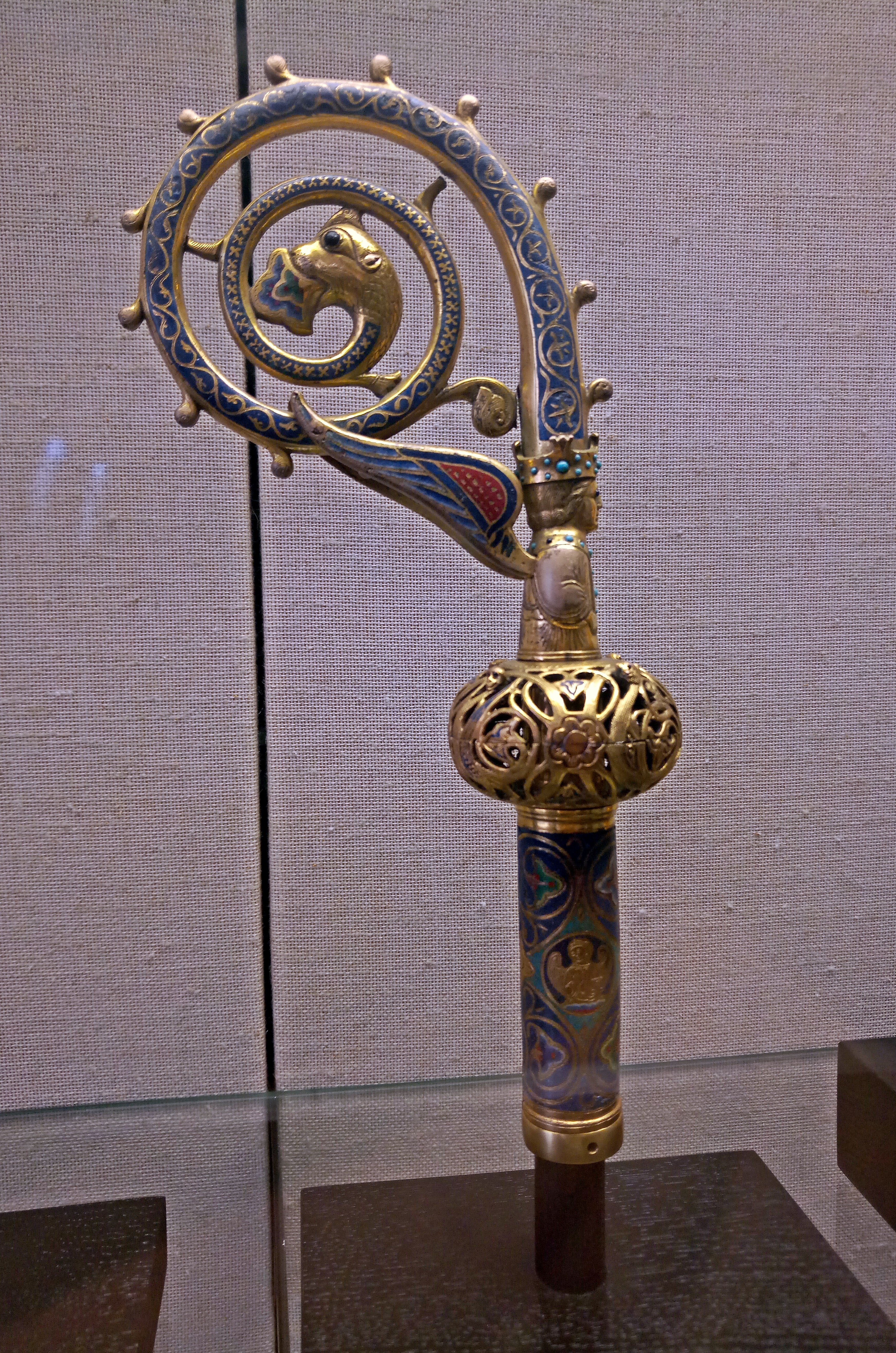
Crosse épiscopale d'Henri II de Fénétrange, retrouvée en 1851.

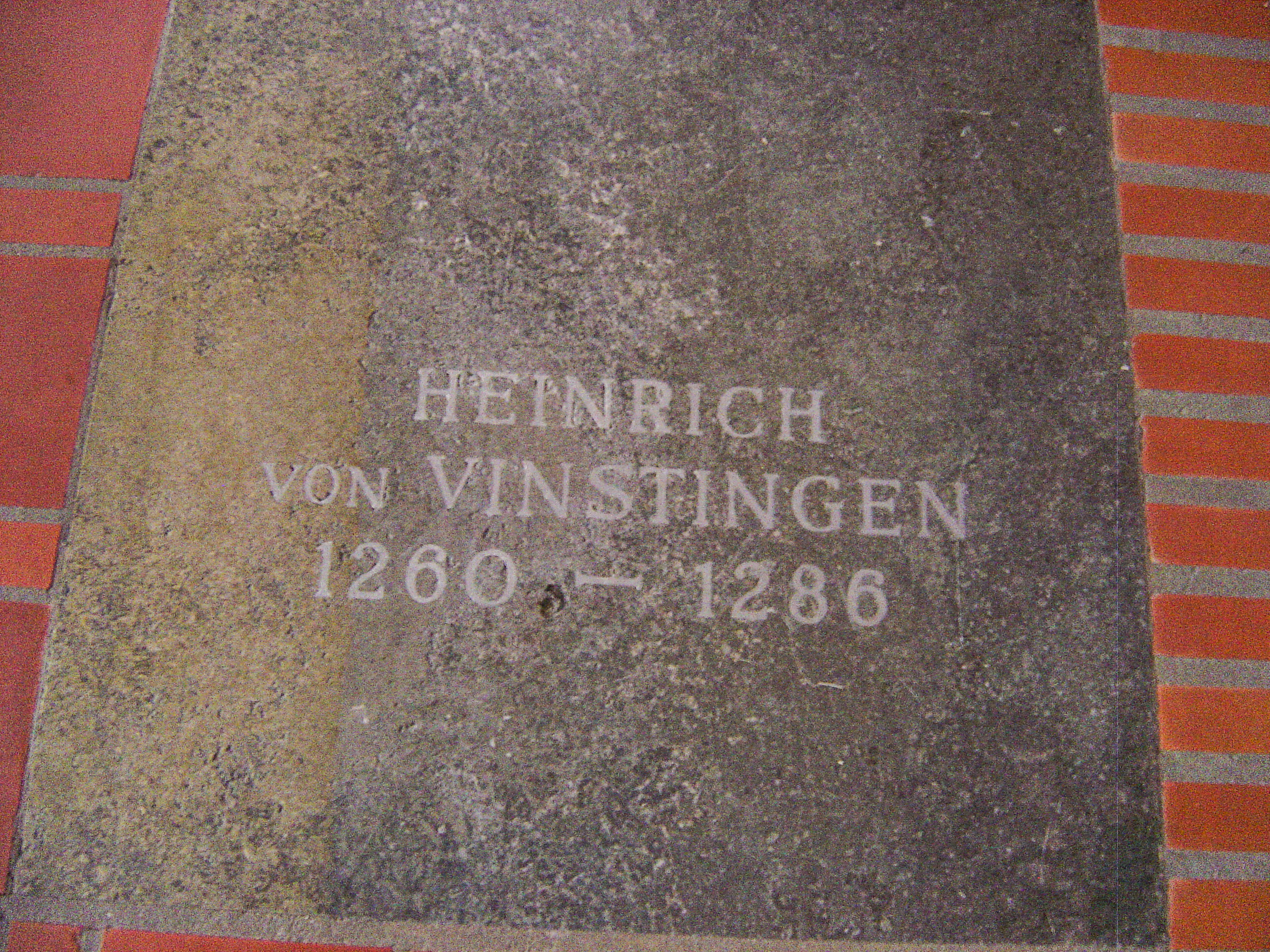
Épitaphe d'Henri II de Fénétrange dans la cathédrale de Trèves.

Henri de Fénétrange (parfois « Henri de Vestigen »; né au château de Malberg près de Kyllburg; † 26 avril 1286 à Boulogne-sur-Mer) fut, de 1260 à 1286  archevêque et prince électeur de Trèves sous le nom de Henri II.

## Apostolat
Henri II de Fénétrange est issu de la lignée des seigneurs de Malberg et de Fénétrange, originaire de l'Eifel et du duché de Lorraine. Fils de Merbodon de Malberg, Henri fut d'abord doyen du chapitre de Metz puis, au terme de l'élection douteuse du pape Alexandre IV,  élevé au rang d'archevêque de Trèves au mois d’août 1260, privant les chanoines Arnold von Schleiden et Heinrich von Bolanden, écartés par le nouveau pontife, du bénéfice de leur élection par le chapitre de Trèves. Ses premières années à la tête de l'électorat furent tumultueuses : confronté aux velléités d'indépendance des bourgeois de Coblence , il fit édifier en 1277 une forteresse, le Vieux château. Dès 1262, il assiégea le château des comtes de Schwarzenberg à Wadern. Il fonda en 1272 la collégiale de Kyllburg, qui allait devenir un foyer spirituel essentiel pour tout l'Eifel. Pour protéger ses intérêts contre les revendications expansionnistes de l'Électorat de Cologne, il fit édifier en 1280 le château de Geneviève à Mayen. Il paracheva la fortification de Münstermaifeld entreprise au milieu du XIIIe siècle par le prince électeur Arnout II d'Isembourg.
Henri de Fénétrange mourut au cours d'un pèlerinage en France et repose dans la cathédrale de Trèves. En 1851, les fouilles engagées par le chanoine Johann Nikolaus von Wilmowsky mirent au jour la crosse des évêques de Fénétrange, aujourd'hui exposée dans le trésor de la cathédrale de Trèves.